# Kalle Bergholm
Kalle Bergholm, född Karl-Evert Bergholm 10 december 1922 i Bromma, död 5 november 1985 i Adolf Fredriks församling i Stockholm, var en svensk filmfotograf.
Bergholm studerade vid fotoskola under två år, han kom sedan till SF och fick praktisera under Åke Dahlqvist och Martin Bodin med flera. Han arbetade vid SF, Nordisk Tonefilm och Artfilm.  
Bergholm är gravsatt i minneslunden på Skogskyrkogården i Stockholm.

## Filmfoto i urval
- 1951 – 91 Karlssons bravader
- 1953 – Vingslag i natten
- 1953 – Skuggan
- 1955 – Den glade skomakaren
- 1955 – Danssalongen
- 1956 – Pettersson i Annorlunda
- 1958 – Slag för slag
- 1964 – Blåjackor
- 1965 – Här kommer bärsärkarna
- 1967 – Kullamannen (TV-serie)
- 1967 – Skrållan, Ruskprick och Knorrhane
- 1969 – Pippi Långstrump (TV-serie)
- 1970 – Pippi Långstrump på de sju haven
- 1970 – På rymmen med Pippi Långstrump
- 1972 – Mannen som slutade röka
- 1973 – Emil och griseknoen
- 1974 – Rännstensungar
- 1977 – 91:an och generalernas fnatt
- 1978 – Dante - akta're för Hajen!